# Vahls ålbrosme
Vahls ålbrosme (Lycodes vahlii) är en bottenfisk i familjen tånglakefiskar som lever i saltvatten. Tidigare kategoriserades den som samma art som ålbrosme.

## Systematik och utbredning
Vahls ålbrosme kategoriserades länge som samma art som ålbrosme (Lycodes gracilis), men skiljer sig främst genom fler ryggkotor, 114–122 mot 98–111 stycken. Den förekommer i Nordatlanten från Kanada till Grönland. Arten är inte påträffad i Sverige.

## Utseende
Vahls ålbrosme är en långsmal fisk med stort huvud och rygg-, stjärt- och analfenor sammanvuxna till en enda, lång fena. Kroppsfärgen är variabel. Den mäter ungefär 28 cm.

## Ekologi
Arten är en bottenfisk som lever på mjuka bottnar. Födan består av bottendjur som räkor och lysräkor.